# کلری بیکن
کلری بیکن (انگلیسی: Clarrie Bacon; ۹ نوامبر ۱۸۸۹ – ۶ نوامبر ۱۹۵۴) بازیکن فوتبال انگلیسی بود.
از باشگاه‌هایی که در آن بازی کرده‌است می‌توان به باشگاه فوتبال دونکستر راورز و باشگاه فوتبال گریمزبی تاون اشاره کرد.